# Robert Stromberg
Robert Stromberg est un spécialiste américain des effets spéciaux et du design de décors pour le cinéma.
Il a remporté deux Oscar des meilleurs décors, en 2010 pour Avatar de James Cameron, et en 2011 pour Alice au pays des merveilles de  Tim Burton.
Il a réalisé son premier film en tant que réalisateur en 2014, Maléfique (Maleficent) avec Angelina Jolie.

## Biographie
Robert Stomberg est le fils du cinéaste William R. Stromberg, et le frère du compositeur William T. Stromberg.

## Filmographie
- 2014 : Maléfique (Maleficent)

## Distinctions
- 2004 : nommé à l'Oscar des meilleurs effets spéciaux pour Master and Commander : De l'autre côté du monde
- 2010 : Oscar des meilleurs décors pour Avatar (conjointement avec le chef opérateur Rick Carter)
- 2011 : Oscar des meilleurs décors pour Alice au pays des merveilles (conjointement avec Karen O’Hara)
- nommé lors de la 35e cérémonie des Los Angeles Film Critics Association Awards pour Avatar
- nommé lors de la 64e cérémonie des British Academy Film Awards pour Alice au pays des merveilles